# Verrières, Charente
Verrières är en kommun i departementet Charente i regionen Nouvelle-Aquitaine i västra Frankrike. Kommunen ligger  i kantonen Segonzac som ligger i arrondissementet Cognac. År 2022 hade Verrières 321 invånare.

## Befolkningsutveckling
Antalet invånare i kommunen Verrières
Referens:INSEE